# Ragnar Lundberg
Pour les articles homonymes, voir Lundberg.
Ragnar Torsten Lundberg  (né le 22 septembre 1924 à Madesjö et mort le 10 juillet 2011 à Kalmar) est un athlète suédois, spécialiste du saut à la perche et du 110 mètres haies.

## Carrière
Il s'adjuge le titre des Championnats d'Europe 1950 en franchissant la hauteur de 4,30 m, égalant le record d'Europe du Norvégien Charles Hoff. Lors de ces mêmes Championnats, il remporte également l'argent sur 110 mètres haies, derrière le Français André-Jacques Marie.
Il établit cinq records continentaux au saut à la perche de 1948 à 1952.
Il participe à trois Jeux olympiques consécutifs de 1948 à 1956 et obtient son meilleur résultat à l'occasion des Jeux olympiques d'Helsinki, en 1952, en se classant troisième du concours avec un saut à 4,40 m, derrière les Américains Bob Richards et Donald Laz.
Son record personnel, établi lors de la saison 1956, est de 4,46 m.

### Palmarès
| Date | Compétition           | Lieu      | Résultat | Épreuve          | Performance |
| ---- | --------------------- | --------- | -------- | ---------------- | ----------- |
| 1948 | Jeux olympiques       | Londres   | 5e       | Saut à la perche | 4,10 m      |
| 1950 | Championnats d'Europe | Bruxelles | 1er      | Saut à la perche | 4,30 m (RE) |
| 1950 | Championnats d'Europe | Bruxelles | 2e       | 110 mètres haies | 14 s 7      |
| 1952 | Jeux olympiques       | Helsinki  | 3e       | Saut à la perche | 4,40 m      |
| 1954 | Championnats d'Europe | Berne     | 2e       | Saut à la perche | 4,40 m      |
| 1956 | Jeux olympiques       | Melbourne | 5e       | Saut à la perche | 4,25 m      |

### Records
| Épreuve          | Performance | Lieu      | Date         |
| ---------------- | ----------- | --------- | ------------ |
| Saut à la perche | 4,46 m      | Nordingrå | 23 juin 1956 |